# Long Tâm
Long Tâm là một phường thuộc thành phố Bà Rịa, tỉnh Bà Rịa – Vũng Tàu, Việt Nam.

## Địa lý
Phường Long Tâm nằm ở phía đông bắc thành phố Bà Rịa, có vị trí địa lý:
- Phía đông giáp xã Long Phước
- Phía tây giáp phường Phước Hưng
- Phía nam giáp các phường Phước Nguyên, Long Toàn và huyện Long Điền
- Phía bắc giáp xã Hòa Long.

Phường có diện tích 3,58 km², dân số năm 2005 là 4.125 người, mật độ dân số đạt 1.151 người/km².

## Lịch sử
Phường Long Tâm được thành lập vào ngày 27 tháng 6 năm 2005 trên cơ sở 358,47 ha diện tích tự nhiên và 4.125 người của phường Long Toàn.